# Tweedia solanoides
Tweedia solanoides är en oleanderväxtart som först beskrevs av William Jackson Hooker och Arn., och fick sitt nu gällande namn av Chittenden. Tweedia solanoides ingår i släktet Tweedia och familjen oleanderväxter. Inga underarter finns listade i Catalogue of Life.